# Jean Földeák
Jean Földeák   (Hitiaș, 9 de juny de 1903 - Múnic, 5 de maig de 1993) va ser un lluitador alemany, que combinà la lluita grecoromana i la lluita lliure, que va competir durant les dècades de 1920 i 1930.
El 1932 va prendre part en els Jocs Olímpics de Los Angeles, on va disputar dues proves del programa de lluita. Va guanyar la medalla de plata en la competició del pes mitjà de lluita grecoromana i disputà, sense sort, la prova del pes wèlter de lluita lliure.
El 1931, 1933 i 1934 es proclamà Campió d'Europa del pes wèlter de lluita lliure. En retirar-se, el 1935, passà a exercir d'entrenador de lluita fins a 1966.